# Берка-фор-дем-Хайних
Берка-фор-дем-Хайних (нем. Berka vor dem Hainich) — община в Германии, в земле Тюрингия. 
Входит в состав района Вартбург. Подчиняется управлению Мила.  Население составляет 830 человек (на 31 декабря 2010 года). Занимает площадь 14,91 км².